# Великое ограбление в поезде
«Великое ограбление в поезде» (англ. The Great Patty Caper) — 143-я серия мультсериала «Губка Боб Квадратные Штаны». Данный эпизод был показан 11 ноября 2010 года в США на телеканале «Nickelodeon», а в России — 10 марта 2011 года.

## Сюжет
В ресторане «Красти Краб» Губка Боб приходит в ужас от того, что закончился запас котлет для крабсбургеров. Губка Боб и мистер Крабс решают приготовить новый, но в процессе возникают разногласия, какой ингредиент должен быть следующим. Они хотят взглянуть в секретную формулу, мистер Крабс подходит к сейфу, где она хранится, и оттуда на ракете вылетает Планктон, пытающийся в очередной раз стащить рецепт. Мистер Крабс ловит вора с помощью магнита и, устав от вторжений, отправляет формулу на хранение в банк на другом конце океана. Сотрудники ресторана возвращаются к приготовлению котлет и осознают, что так и не взглянули на рецепт. Губка Боб решается отправиться за формулой, поэтому мистер Крабс доверяет ему ключ от ячейки банка и наказывает беречь его. Губка Боб и его друг Патрик садятся на поезд. Планктон, увидев отправку формулы по новостям, также решает отправиться в банк, чтобы уже оттуда выкрасть формулу. Он опаздывает на поезд, но в итоге с трудом попадает на него.
Познакомившись с другими пассажирами и немного походив по вагонам, Губка Боб обнаруживает пропажу ключа. Они встречают Планктона, и подозрения падают на него, но при обыске у него ключа не обнаружилось. Тем временем, в «Красти Краб» клиенты устраивают погром из-за того, что им не дают крабсбургеры. Губка Боб останавливает поезд и вызывает полицейских, чтобы они расследовали дело. Начинается обыск пассажиров и персонала поезда. В ходе этого скрываются различные преступления (кража легендарного изумруда и разоблачение вора, который украл 75 000 долларов благодаря сэндвичу с беконом), но ключ так и не найден. Губка Боб начинает плакать, а Патрик достаёт ключ и использует его как зубочистку. Оказывается, он нашёл его, когда очищал шорты друга «после недавнего недоразумения». Поезд продолжает движение.
В купе очень тесно. Планктон открывает окно, незаметно забирает ключ у Губки Боба и Патрика и выталкивает их из поезда. Они бегут вслед за ним, но не могут догнать. Тогда они забираются на пригорок, Губка Боб трансформируется в дельтаплан, и они долетают до поезда. Герои начинают преследовать Планктона по всему поезду и добегают до кабины управления. Там он запирает их, отсоединяет вагоны, которые остановились как раз у банка, и направляется за формулой. Тем временем, Губка Боб с Патриком продолжают движение на неуправляемом поезде. Все попытки остановить его оказываются тщетными. Они связываются с диспетчером, но это тоже не даёт результатов. В конце пути находится дом престарелых, и поезд всё-таки останавливается прямо перед ним. Губка Боб и Патрик развернулись обратно и помчались к банку.
Тем временем, Планктон уже подошёл к ячейке с формулой. Однако там его встречает мистер Крабс, которому всё же пришлось отправиться самому в банк, чтобы всё проконтролировать. Планктон хватает формулу и начинает убегать, но его останавливает поезд с Губкой Бобом и Патриком, который врезается в стену здания. Банкир списывает со счёта мистера Крабса денежные средства, возмещающие принесённый банку ущерб.
75 лет спустя престарелый Губка Боб рассказывает эту историю своему внуку, которому она не интересна, ибо он увлечён видеоигрой. Губка Боб возмущён молодым поколением и засыпает.

## Роли
- Том Кенни — Губка Боб, няня, тройняшка № 2, полицейский № 2, комиссар, банкир, внук Губки Боба
- Билл Фагербакки — Патрик Стар, кондуктор, пассажир E
- Роджер Бампасс — Сквидвард, полицейский № 1
- Клэнси Браун — мистер Крабс, Гарольд, пассажир F
- Мистер Лоуренс — Планктон, пассажир B
- Ди Брэдли Бейкер — Перч Перкинс, портье (замаскированный Орин Джей Раффи), тройняшка № 3, оборотень, диспетчер
- Джил Тэлли — Карен, мисс МакГаффин

### Роли дублировали
- Сергей Балабанов — Губка Боб, Перч Перкинс, внук Губки Боба
- Юрий Маляров — Патрик Стар, кондуктор, тройняшка № 2, банкир
- Иван Агапов — Сквидвард, портье (замаскированный Орин Джей Раффи), диспетчер
- Александр Хотченков — мистер Крабс, полицейский № 1, полицейский № 2, комиссар
- Юрий Меншагин — Планктон, Гарольд, тройняшка № 3
- Лариса Некипелова — Карен
- Людмила Ильина — мисс МакГаффин, няня

## Производство

Постер эпизода

Сценарий к спецвыпуску написали Кейси Александр, Зеус Цервас, Стивен Бэнкс и Дэни Михаэли; анимационными режиссёрами серии являются Алан Смарт и Том Ясуми. Также Александр и Цервас выступили в качестве режиссёров раскадровки. Первый показ эпизода состоялся в США на телеканале «Nickelodeon» 11 ноября 2010 года с возрастным рейтингом TV-Y7.
Эпизод также имеет название «Mystery with a Twistery».
На DVD серия была выпущена 8 марта 2011 года компанией Paramount Home Entertainment. DVD включает в себя данный эпизод, а также другие: «Болезнь роста», «Вечный клей», «Кто-то на кухне вместе с Сэнди», «Шпионаж», «Жирные вкуснятинки» и «Губка — звезда телевидения». 6 декабря 2011 года седьмой сезон мультсериала был полностью выпущен на DVD и содержал данный эпизод.

## Отзывы критиков
Спецвыпуск вошёл в число лучших развлекательных телепрограмм за неделю и занял там 1-е место, количество зрителей составило 6,1 миллиона человек.
В целом, серия получила положительные отзывы критиков. Нэнси Базиле с веб-сайта About.com включила её в список самых продаваемых дисков про Губку Боба. Сэнди Анджуло Чен из Common Sense Media оценила эпизод в 3 из 5 звёзд и написала: «У мультсериала до сих пор нет скрытой образовательной цели, но он показывает детям структуру сюжета, развитие персонажей, предсказуемость и различные способы юмора, используемые в истории». Пол Мавис на DVD Talk отметил, что этот эпизод определённо является одним из самых энергичных, которые он видел в сериале за последнее время. Билли Гил из журнала Home Media Magazine сказал, что это лучший эпизод на его недавней памяти.